# International Telecommunications Satellite Organization
Die International Telecommunications Satellite Organization (ITSO) (deutsch: Internationale Fernmeldesatellitenorganisation) ist eine zwischenstaatliche Organisation, die mit der Überwachung der gemeinwirtschaftlichen Verpflichtungen des 2001 privatisierten Unternehmens Intelsat beauftragt ist.
Die Organisation wurde 1973 aufgrund der Resolution 1721 (XVI) der Generalversammlung der Vereinten Nationen gegründet. Die Resolution verlangt, dass alle Nationen Zugang zur Satellitenkommunikation haben sollten. Die Restrukturierung von 2001 führte zur Schaffung einer privaten Firma, der Intelsat SA, und zur Fortführung der zwischenstaatlichen Organisation unter dem neuen Akronym ITSO.
Die Aufgaben von ITSO sind:
- die Sicherstellung der Einhaltung der Grundprinzipien für die Bereitstellung internationaler öffentlicher Telekommunikationsdienste mit hoher Zuverlässigkeit und Qualität.
- die Förderung der internationalen öffentlichen Telekommunikationsdienste, um den Bedürfnissen der Informations- und Kommunikationsgesellschaft gerecht zu werden.
- das gemeinsame Erbe der ITSO-Parteien zu schützen.

Grundprinzipien sind:
- Die Aufrechterhaltung der globalen Konnektivität und der globalen Abdeckung für jedes Land oder Gebiet, das eine Verbindung mit einem anderen Land oder Gebiet innerhalb und zwischen den fünf Regionen Amerika, Westeuropa, Osteuropa, Afrika und Asien wünscht.
- Die Bereitstellung von öffentlichen Telekommunikationsdiensten, einschließlich Kapazitäts- und Preisgarantien, für Kunden, die als „Lifeline Connectivity Obligation“ („LCO“-Kunden) identifiziert wurden und sich mit diesen verbinden.
- Sicherstellung eines diskriminierungsfreien Zugangs zum Kommunikationssystem von Intelsat, Ltd.[2]

Das Sekretariat der Organisation befindet sich in Washington D.C., Vereinigte Staaten.
Seit 2013 sind 149 Staaten Mitglied der ITSO. Staaten treten der ITSO bei, indem sie das multilaterale Übereinkommen über die Internationale Fernmeldesatellitenorganisation ratifizieren.